# Miradouro do Pico do Ferro

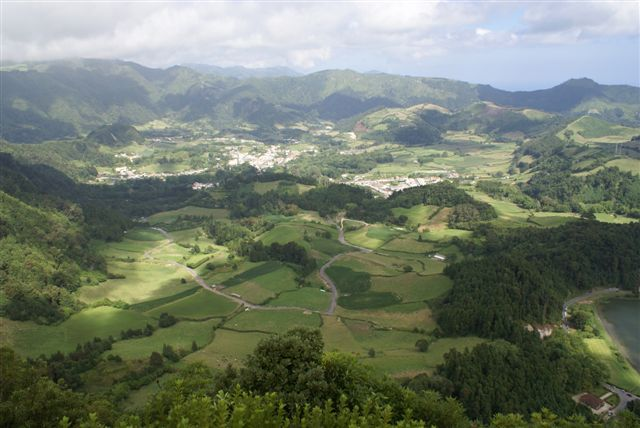
Cratera vulcânica das Furnas.

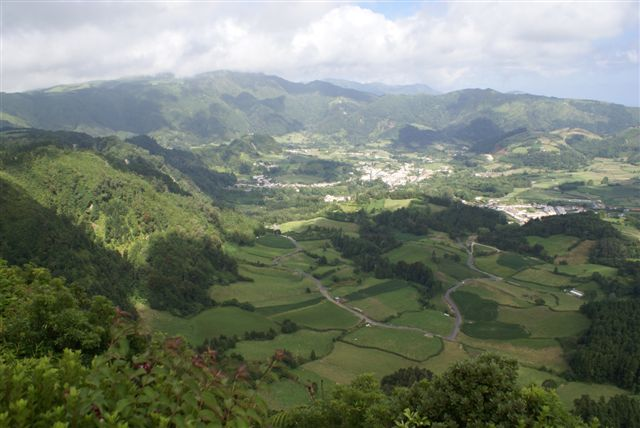
Furnas, Povoação.

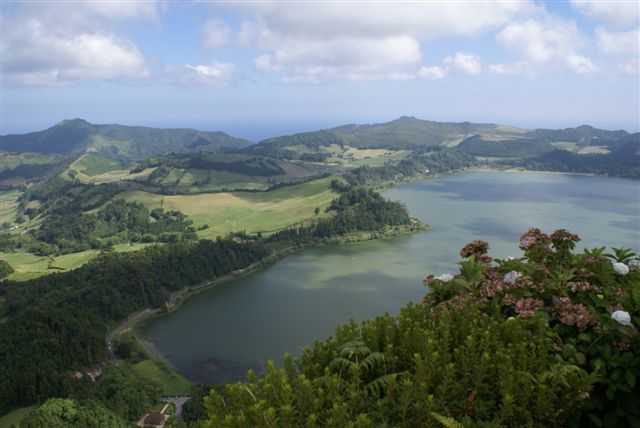
Lagoa das Furnas.

O Miradouro do Pico do Ferro é um mirante português localizado na freguesia das Furnas, concelho da Povoação, ilha de São Miguel, arquipélago dos Açores.
Este mirante encontra-se a uma cota de altitude que ronda os 570 metros, na elevação do Pico do Ferro. Oferece uma imensa vista sobre a vasta cratera vulcânica do Vale das Furnas, a Lagoa das Furnas destaca-se a direita do miradouro e o vale abra-se a esquerda.
É ainda possível observar toda a área montanhosa circundante. A passagem por este miradouro faz parte da lista dos passeios pedestres do concelho da Povoação.